# François Ngeze
François Ngeze (* 1953 in der Provinz Rutegama) war vom 21. Oktober 1993 bis zum 27. Oktober 1993 Präsident von Burundi.
Er wurde vom military Committee of Public Salvation, einer Gruppe von Offizieren, die die demokratisch gewählte Regierung des Präsidenten Melchior Ndadaye gestürzt haben, eingesetzt. Ndadaye wurde während des Putsches getötet.
Ngeze, welcher dem Ethnos der Hutu angehört, war Mitglied der Union for National Progress. Er war Innenminister in der Regierung von Pierre Buyoya, der in der Wahl vom 1. Juni dann gegen Ndadaye unterlag.
Nach der weitgehenden Ablehnung des Putsches wurde das Komitee am 27. Oktober aufgelöst. Sylvie Kinigi, welche Premierministerin während der Ndadaye Regierung war, übernahm daraufhin das Amt des Präsidenten.